# Nadzeja Skardzina
Nadzeja Valer"eŭna Skardzina (in bielorusso Надзея Валер’еўна Скардзіна?; Leningrado, 27 marzo 1985) è un'ex biatleta bielorussa, campionessa olimpica nella staffetta a Pyeongchang 2018 e vincitrice di una Coppa del Mondo di individuale.

## Biografia

### Stagioni 2005-2014
Nadzeja Skardzina, attiva dalla stagione 2004-2005, ha esordito in Coppa del Mondo il 29 novembre 2006 a Östersund in individuale (44ª) e ai Campionati mondiali ad Anterselva 2007, classificandosi 40ª nella medesima specialità; ai Mondiali di Östersund 2008 si è piazzata 56ª nell'individuale, 49ª nella sprint e 43ª nell'inseguimento e a quelli di Pyeongchang 2009 32ª nell'individuale e 4ª nella staffetta. Ai XXI Giochi olimpici invernali di Vancouver 2010, suo esordio olimpico, è stata 28ª nell'individuale, 27ª nella sprint, 25ª nell'inseguimento, 21ª nella partenza in linea e 7ª nella staffetta; ha ottenuto il primo podio in Coppa del Mondo il 6 gennaio 2011 a Oberhof in staffetta (3ª) e ai successivi Mondiali di Chanty-Mansijsk 2011 ha vinto la medaglia di bronzo nella staffetta e si è classificata 4ª nell'individuale, 15ª nella sprint, 16ª nell'inseguimento, 16ª nella partenza in linea e 10ª nella staffetta mista.
Ai Mondiali di Ruhpolding 2012 si è piazzata 34ª nell'individuale, 31ª nella sprint, 29ª nell'inseguimento, 4ª nella staffetta e 6ª nella staffetta mista e a quelli di Nové Město na Moravě 2013 è stata 26ª nell'individuale, 25ª nella sprint, 15ª nell'inseguimento, 26ª nella partenza in linea, 7ª nella staffetta e 10ª nella staffetta mista; ai XXII Giochi olimpici invernali di Soči 2014 ha vinto la medaglia di bronzo nell'individuale e si è classificata 17ª nella sprint, 12ª nell'inseguimento, 15ª nella partenza in linea e 4ª nella staffetta.

### Stagioni 2015-2018

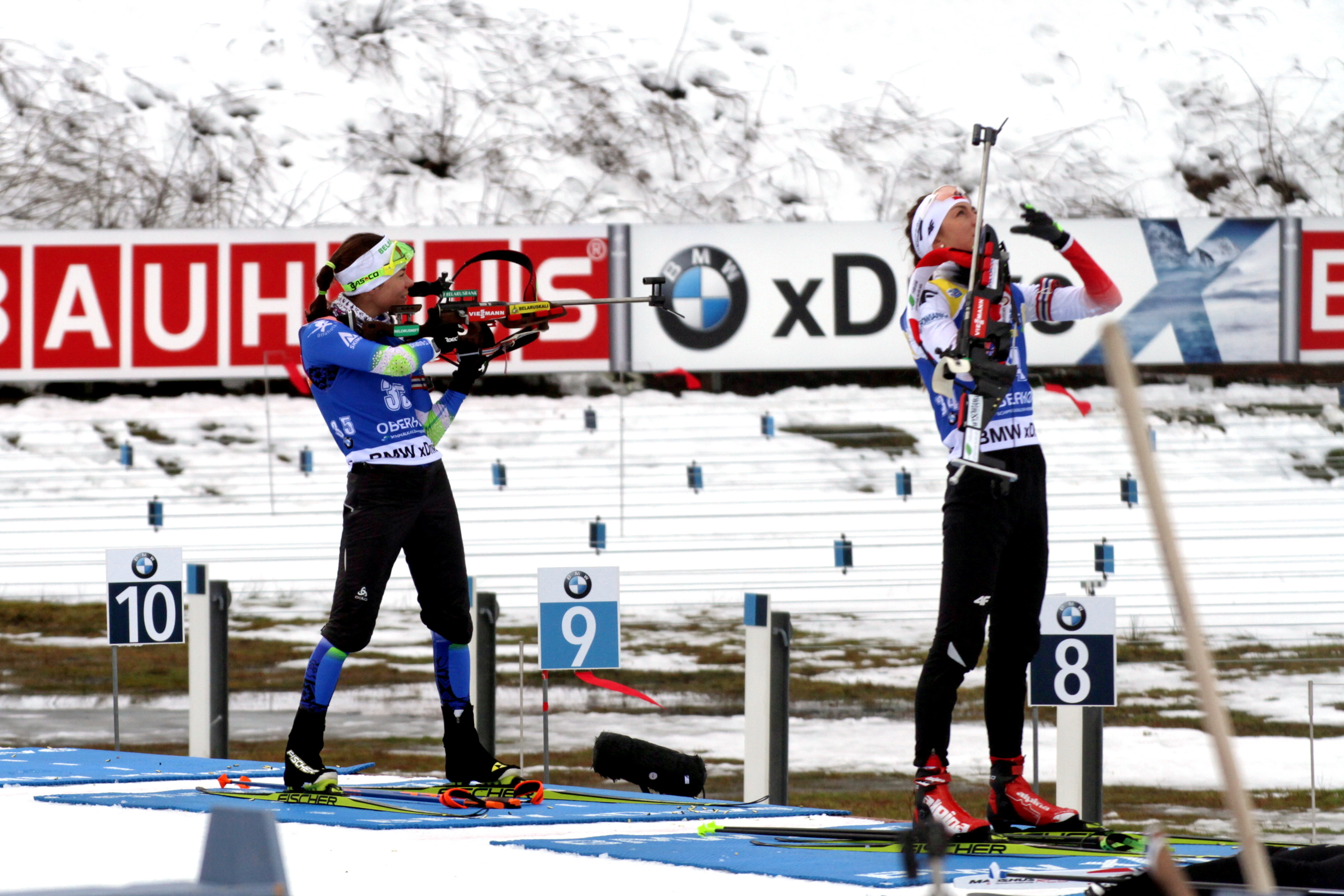
Nadzeja Skardzina (a sinistra) e Monika Hojnisz durante l'inseguimento di Coppa del Mondo del 6 gennaio 2018 a Oberhof

Ai Mondiali di Kontiolahti 2015 si è piazzata 20ª nell'individuale, 69ª nella sprint, 6ª nella staffetta e 4ª nella staffetta mista, a quelli di Oslo 2016 15ª nell'individuale, 32ª nella sprint, 43ª nell'inseguimento, 10ª nella partenza in linea, 18ª nella staffetta e 9ª nella staffetta mista e a quelli di Hochfilzen 2017, sua ultima presenza iridata, è stata 17ª nell'individuale, 25ª nella sprint, 19ª nell'inseguimento, 16ª nella partenza in linea, 9ª nella staffetta e 22ª nella staffetta mista.
Ha conquistato l'unica vittoria in Coppa del Mondo, nonché ultimo podio, il 29 novembre 2017 a Östersund in individuale e ai successivi XXIII Giochi olimpici invernali di Pyeongchang 2018, sua ultima presenza olimpica, ha vinto la medaglia d'oro nella staffetta e si è classificata 10ª nell'individuale, 36ª nella sprint, 14ª nell'inseguimento, 7ª nella partenza in linea e 5ª nella staffetta mista. Al termine di quella stagione 2017-2018, l'ultima della sua carriera, si è aggiudicata la Coppa del Mondo di individuale; la sua ultima gara è stata la partenza in linea di Coppa del Mondo disputata il 25 marzo 2018 a Tjumen', chiusa dalla Skardzina al 16º posto.

## Palmarès

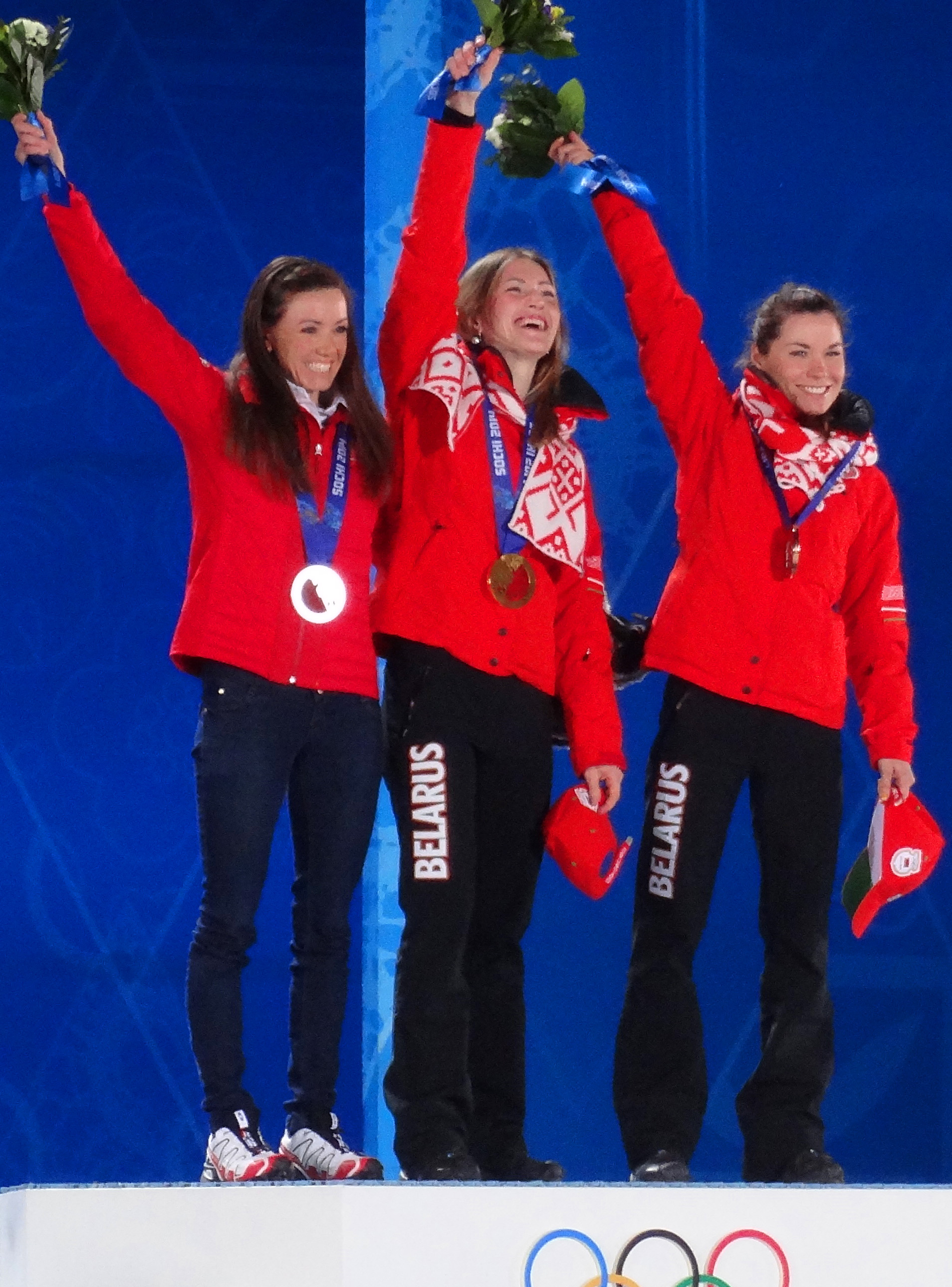
Nadzeja Skardzina (bronzo, a destra), sul podio dell'individuale dei XXII Giochi olimpici invernali di assieme alla connazionale Dar"ja Domračava (oro, al centro) e alla svizzera Selina Gasparin (argento, a sinistra)

### Olimpiadi
- 2 medaglie:
  - 1 oro (staffetta a Pyeongchang 2018)
  - 1 bronzo (individuale a Soči 2014)

### Mondiali
- 1 medaglia:
  - 1 bronzo (staffetta[1] a Chanty-Mansijsk 2011)

### Coppa del Mondo
- Miglior piazzamento in classifica generale: 16ª nel 2014
- Vincitrice della Coppa del Mondo di individuale nel 2018
- 10 podi (5 individuali, 5 a squadre), oltre a quello ottenuto in sede iridata e valido per la Coppa del Mondo:
  - 1 vittoria (individuale)
  - 4 secondi posti (1 individuale, 3 a squadre)
  - 5 terzi posti (3 individuali, 2 a squadre)

#### Coppa del Mondo - vittorie
| Data             | Località  | Nazione | Specialità |
| ---------------- | --------- | ------- | ---------- |
| 29 novembre 2017 | Östersund | Svezia  | IN         |

Legenda:

IN = individuale